# جون بي كرافين
جون بي كرافين (بالإنجليزية: John Piña Craven)‏ هو ضابط أمريكي، ولد في 30 أكتوبر 1924 في بروكلين في الولايات المتحدة، وتوفي في 12 فبراير 2015 في هونولولو في الولايات المتحدة.